# Encephalartos ngoyanus
Encephalartos ngoyanus — вид голонасінних рослин класу саговникоподібні (Cycadopsida).
Етимологія: від лісу Ngoya, на землі зулусів, лат. -anus — родовий відмінок.

## Опис
Стовбур 0,3 м заввишки, 15–20 см діаметром. Листки довжиною 50–125 см, темно-зелені, напівглянсові; хребет зелений, прямий, жорсткий; черешок прямий, без колючок. Листові фрагменти ланцетні; середні — 7–10 см завдовжки, шириною 8 мм. Пилкові шишки 1, вузькояйцевиді, жовті, завдовжки 20–25 см, 5–7 см діаметром. Насіннєві шишки довжиною 1, яйцеподібні, жовті, завдовжки 25 см, 12–15 см діаметром. Насіння довгасте, завдовжки 25–30 мм, шириною 15–20 мм, саркотеста червона.

## Поширення, екологія
Країни поширення: Мозамбік; ПАР (Східно-Капська провінція, Квазулу-Наталь); Есватіні. Росте на висотах від 200 до 600 м над рівнем моря. Цей вид зустрічається на луках і краях лісу, часто серед валунів. Рослини часто піддаються пожежам.

## Загрози та охорона
Надмірний випас худоби і пожежі взяли своє на диких популяціях і, крім того, більш ревні колекціонери зняли тисячі рослин. Популяції знайдені в наступних природоохоронних територіях: англ. Hlatikulu Forest Reserve, Ngoye Forest Reserve, Greater St. Lucia Wetland Park, Pongolapoort Nature Reserve, Lebombo Cliffs.